# Un sombrero de paja de Italia

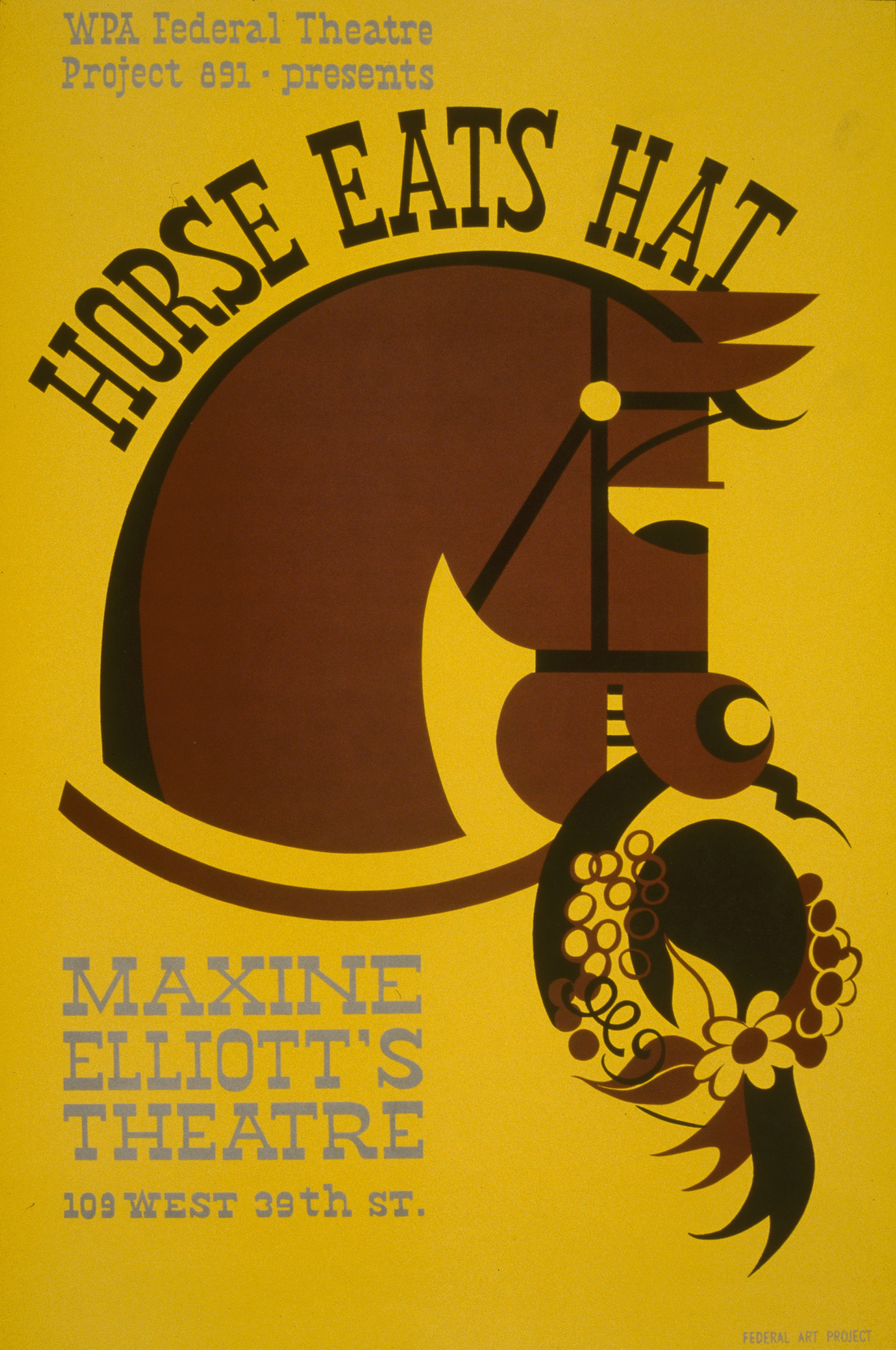
Imagen de Caballo come sombrero de Edwin Denby según Eugène Labiche.

Un sombrero de paja de Italia (Un chapeau de paille d'Italie) es una obra de teatro del francés Eugène Labiche; fue estrenada en 1851.

## Argumento
El día de su boda, el caballo de Fadinard decide comerse el sombrero de paja de una joven, Anaïs, que mantenía una romántica conversación con su amante. La pareja persigue a Fadinard hasta su casa, y se niega a abandonar el lugar hasta que el novio no reponga el sombrero con otro idéntico, porque Anaïs tiene un marido celoso, que se daría cuenta de su desaparición. Fadinard sin decirle nada a su novia, que sin embargo le sigue a todas partes junto al resto de invitados, va en busca de un sombrero igual al desaparecido, tarea aparentemente sencilla, pero que resulta finalmente ser muy difícil. Su búsqueda lo lleva a una modista, una baronesa y luego por fin en un caballero solitario. En cada ocasión, la novia y el resto del cortejo llegan justo después, sin saber el motivo de los paseos, y desbaratándolo todo.

## Estreno
La obra se estrenó en el Théâtre du Palais-Royal de París el 14 de agosto de 1851, con Pierre-Alfred Ravel en el papel de Fadinard, Cécile Azimont, Lhéritier y Jean-François Kalekaire.

## La obra en España
La obra se representó en el Teatro Español de Madrid en 1952, con música de Jesús Guridi, dirección de Modesto Higueras e interpretación de Adela Carbone, Manuel Arbó, Mari Carmen Díaz de Mendoza y Fernando Igoa.
Existen además tres versiones para la pequeña pantalla, emitidas todas ellas por la cadena TVE. La primera el 12 de julio de 1967 en el espacio Estudio 1 estuvo dirigida por Juan Guerrero Zamora y protagonizada por Jesús Puente, José María Escuer, Silvia Roussin, Pastora Peña y José Torremocha. La segunda en el espacio Teatro de siempre, el 1 de mayo de 1972, con Antonio Ferrandis, Alfonso del Real, Adela Escartín y Laly Soldevila. Y la tercera en el espacio La comedia, el 8 de noviembre de 1983, con dirección de Cayetano Luca de Tena (que previamente había adaptado la pieza en colaboración con Tono) e interpretación de Francisco Portes, Alfonso del Real, María Silva, José María Escuer, María Luisa Armenteros, Lola Muñoz, Amparo Soto, Félix Navarro, Jesús Enguita y Luis Lorenzo.

## Adaptaciones cinematográficas
Hay cuatro adaptaciones a la gran pantalla, dirigidas respectivamente por los franceses René Clair (Un chapeau de paille d'Italie, 1928) y Maurice Cammage (1944), con Fernandel, por el checoslovaco Oldřich Lipský (Slamený klobouk, 1971) y por el ruso Leonid Kvinikhidze (Соломенная шляпка, 1974).

## Ópera
En 1945, el italiano Nino Rota compuso la ópera El sombrero de paja de Florencia inspirado en esta obra de teatro.